# (402920) Tsawout
(402920) Tsawout est un astéroïde de la ceinture principale extérieure.

## Description
(402920) Tsawout est un astéroïde de la ceinture principale. Il fut découvert par l'astronome canadien David D. Balam le 7 octobre 2007 à Mauna Kéa. Il présente une orbite caractérisée par un demi-grand axe de 3,925 UA, une excentricité de 0,275 et une inclinaison de 12,133° par rapport à l'écliptique.
Il fut nommé en l'honneur de la Première Nation Tsawout, peuple autochtone qui vit sur l'île de Vancouver sur la côte ouest du Canada.

## Compléments